# Boone (Kolorado)
Boone – miasto w Stanach Zjednoczonych, w stanie Kolorado, w hrabstwie Pueblo.